# ドキュメンテーション
ドキュメンテーション（英: documentation）は、何かを実証するために、あるいはコミュニケーションのために、ある情報を文書（ドキュメント）で表すことである。文書化（ぶんしょか）とも言う。

## 定義
国際ドキュメンテーション連盟によると、ドキュメンテーションの定義は「科学、技術、社会科学、学芸および人文科学の分野における、とりわけ記録された情報の組織化、蓄積、検索、流通および評価」であるとされている。

## ドキュメンテーションの例
- ソフトウェアドキュメンテーション
- 仕様書
- 企画書
- 図書のドキュメンテーション

## 美術におけるドキュメンテーション
美術資料の収集・整理・保存等の活動でアート・ドキュメンテーションという語を用いる場合がある。嘉村哲郎によれば、アート・ドキュメンテーションとは、「美術館やギャラリーが作成した作品目録や作家自身が記述した文章など、作品に直接関わる情報 (博物館資料における二次資料)の他、作品について書かれた書籍や雑誌等の書誌情報や研究者による研究データ、学術論文など間接的な情報を広く収集・分析し、その成果をデータベース等の形で社会に向けて発信する美術情報を学際的に扱う研究活動」と言われる。しかし、アート・ドキュメンテーションという語は、広く一般に認知されているとは言い難く、海外では、Art Archive(s), Museum Archive(s), Archive Collectionなどと表記されることが多い。また、一連のドキュメンテーション活動は美術図書館の業務の一環として認識されており、実際に、これらの活動には美術図書館の国際的な連携組織である美術図書館協会が、研究活動の場として機能している。国内には学術団体「アート・ドキュメンテーション学会」がある。
アート・ドキュメンテーションには、二つの意味がある。第一には、美術館・博物館・研究機関・関連メディアがそれぞれの役割のうちで残す展覧会・制作過程・作品背景などの記録であり、第二には、直接体験が困難な作品を作家に所属するものとして鑑賞者に提供する記録である。後者については、ランド・アート、コンセプチュアル・アート、パフォーマンス・アート、ゲリラ・アートなどのうち、野外で行なう必然性のあるものや一回性が重視される芸術行為において特に用いられる。
アート・ドキュメンテーションは、古くはフランスのルーブル美術館やオルセー美術館の資料室内の活動で用いられているサントル・ド・ドキュマンタシオン（Centre de Documentation、通称ドキュマンタシオン）にみられる。作家や流派に関する情報の収集、所蔵作品一点ごとに関連する論文、事務的な資料、メモ等の紙片、展覧会カタログの情報収集・整理がその活動内容であった。

## 主な標準
- ISO 690 : 情報およびドキュメンテーション
- ISO 5964 : ドキュメンテーション－多言語シソーラス